# Filmografia delle Simpatiche canaglie

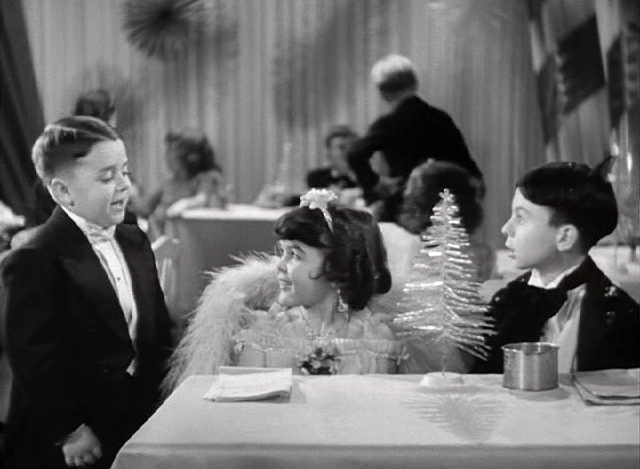
una scena del film Our Gang Follies (1937)

Hal Roach nel periodo di anni compreso fra il 1922 e il 1944 sceneggiò 221 comiche della serie Simpatiche canaglie, prodotte dalla sua casa di produzione "Hal Roach Studios", interpretate da piccoli attori che rimarranno alla storia come Jackie Cooper, Allen Hoskins, George McFarland e Carl Switzer.

Ciascun episodio dura 20 minuti e solo in casi rari ce ne è qualcuno di 30 minuti.

Questo è l'elenco dell'intera filmografia della serie suddivisa in base alle varie case di produzione per il quale gli attori sono passati.

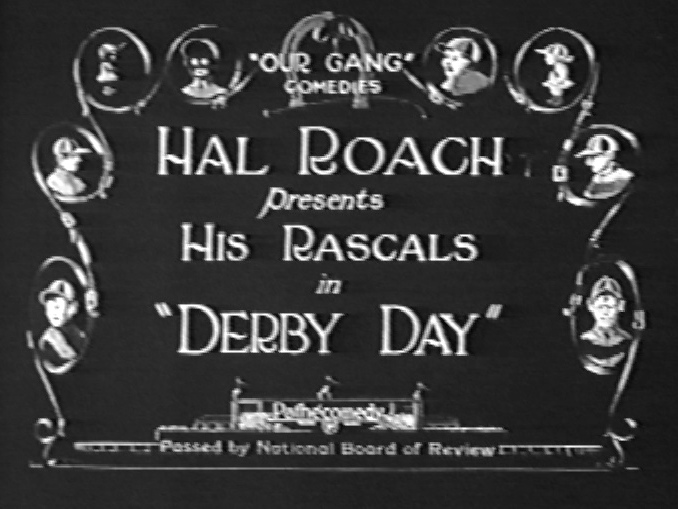
Simpatiche canaglie in Derby Day (1923); la famosa grafica iniziale di Our Gang Comedies ai tempi del muto

## Filmografia completa

### 1922
- Our Gang (trad.lett. "La banda") (parzialmente perduto)
- Fire Fighters (trad.lett. "Vigili del fuoco")
- Young Sherlocks (trad.lett. "Giovane Sherlock")
- One Terrible Day (trad.lett. "Un terribile giorno")
- A Quiet Street (trad.lett. "Una strada tranquilla")
- Saturday Morning (trad.lett. "Sabato mattina")

### 1923
- The Big Show (trad.lett. "Il grande spettacolo")
- The Cobbler (trad.lett. "Il calzolaio")
- The Champeen! (trad.lett. "Il campione!")
- Boys To Board (trad.lett. "Ragazzi a bordo")
- A Pleasant Journey (trad.lett. "Un piacevole viaggio")
- Giants vs. Yanks (trad.lett. "Giants contro Yanks")
- Back Stage
- Dogs Of War
- Lodge Night
- Strate Fright
- July Days
- Sunday Calm
- No Noise
- Derby Day

### 1924
- Fast Company, regia di Robert F. McGowan (1924)
- Tire Trouble
- Big Business
- The Buccaneers, regia di Mark Goldaine e Robert F. McGowan (1924)
- Seein' Things
- Commencement Day
- It's A Bear
- Cradle Robbers
- Jubilo, Jr.
- High Society, regia di Robert F. McGowan (1924)
- The Sundown Limited
- Every Man For Himself
- The Mysterious Mystery!

### 1925
- The Big Town
- Circus Fever
- Dog Days
- The Love Bug
- Ask Grandma
- Shootin' Injuns
- Official Officers
- Mary, Queen Of Tots
- Boys Will Be Joys
- Better Movies
- Your Own Back Yard (perduto)
- One Wild Ride

### 1926
- Good Cheer
- Buried Treasure, regia di Robert F. McGowan (1926)
- Monkey Business
- Baby Clothes
- Uncle Tom's Uncle
- Thundering Fleas
- Shivering Spooks
- The Fourth Alarm
- 45 Minutes From Hollywood piccola comparsa
- War Feathers
- Telling Whoppers

### 1927
- Seeing The World
- Bring Home The Turkey
- Ten Years Old
- Love My Dog
- Tired Business Men
- Baby Brother
- Chicken Feed
- Olympic Games
- The Gloriosus Fourth

### 1928
- Playin' Hockey
- The Smile Wins, regia di Robert F. McGowan (1928)

### 1927
- Yale vs. Harvard (perduto)
- The Old Wallop (perduto)
- Heebee Jeebes (perduto)
- Dog Heaven

### 1928
- Spook Sproofing (3 rulli, 30 min circa)
- Rainy Days
- Edison, Marconi & Co. (perduto)
- Barnum & Ringling, Inc.
- Fair and Muddy (perduto)
- Crazy House, regia di Robert F. McGowan (1928)
- Growing Pains (perduto)
- Old Gray Hoss
- School Begins (perduto)
- The Spanking Age

### 1929
- Election Day
- Noisy Noises
- The Holy Terror, regia di Robert A. McGowan (come Anthony Mack) (1929) (perduto)
- Wiggle Your Ears
- Fast Freight
- Little Mother
- Cat, Dog & Co.
- Saturday's Lesson

- Una nuova mamma (Small Talk) (3 rulli: circa 30 min)
- Railroadin'
- Febbre del ring (Boxing Gloves)
- Lazy Days
- Un bambino difficile (Bouncing Babies)
- Moan & Groan, Inc.

### 1930
- Tutti a teatro (Shivering Shakespeare)
- The First Seven Years
- Scherzi del vento (When the Wind Blows)
- Caccia all'orso (Bear Shooters)
- Un pomeriggio caramelloso (A Tough Winter)
- Mostra canina (Pups Is Pups)
- La nuova maestra (Teacher's Pet)
- La Scuola è finita (School's Out)

### 1931
- Helping Grandma
- Love Business
- Festa d’addio (Little Daddy)
- Bargain Day
- Un ricco aquilone (Fly My Kite)
- The Stolen Jools - piccolo ruolo
- Orecchioni (Big Ears)
- All’arrembaggio (Shiver My Timbers)
- E io lo dico alla mamma (Dogs Is Dogs)

### 1932
- Leggi e scrivi (Readin' and Writin') [1]
- Neonati prodigio (Free Eats)
- La capanna dello zio Tom (Spanky)
- Ciuf Ciuf (Choo-Choo!)
- Vita da cani (The Pooch)
- Allarme antincendio (Hook and Ladder)
- Free Wheeling
- La mamma è sempre la mamma (Birthday Blues)
- A Lad An' A Lamp
- Basta con le donne! (Too Many Women)

### 1933
- Assenze ingiustificate (Fish Hooky)
- Spanky Baby Sitter (Forgotten Babies)
- The Kid from Bornero
- Mush and Milk
- Betime Worries
- Wild Poses con Stan Laurel e Oliver Hardy

### 1934
- Il nuovo vicino (Hi' Neighbor!)
- Forza Pete! (For Pete's Sake!)
- The First Round-Up
- Un mulo in automobile (Honky Donkey)
- Micropanico (Mike Fright)
- Lava e stira (Washee Ironee)
- Uomini o pecoroni (Mama's Little Pirate)
- Un giorno da gamberi (Shrimps For A Day)
- La lampada magica (Shrimps for a day)

### 1935
- Anniversario di matrimonio (Anniversary Trouble)
- La fortuna del principiante (Beginner's Luck)
- La maestra si sposa (Teacher's Beau)
- Sprucin' Up
- Little Papa
- A pesca di fantasmi (Little Sinner)
- Our Gang Follies of 1936

### 1936
- The Lucky Corner
- Divot Diggers
- Cantante di scorta (The Pinch Singer)
- Una seconda giovinezza (Second Childhood), regia di Gus Meins (1936)
- Arbor Day

- Una guarigione miracolosa (Bored Of Education)
- Two Too Young
- Si paga all'uscita (Pay As You Exit)
- Spooky Hooky
- General Spanky

### 1937
- Saggio di fine anno (Reunion In Rhythm)
- Glove Taps
- Giorno di San Valentino a scuola (Hearts Are Thumps)
- Una strana epidemia (Three Smart Boys)
- Il balletto russo (Rushin' Ballet)
- Una fuga movimentata (Roamin' Holiday)
- Notte di tempesta (Night 'N' Gales)
- Butch il terribile (Fishy Tales)
- La rana canterina (Framing Youth)
- The Pigskin Palooka
- Il club dei nemici delle donne (Mail And Female)
- Follie 1938 (Our Gang Follies of 1938) (due rulli, 21 min)

### 1938
- Pesca proibita (Canned Fishing)
- La febbre del circo (Bear Facts)
- Three Men In A Tub
- Alfa Alfa e l'uomo mascherato (Came The Brawn)
- Tanti auguri papà (Feed 'Em And Weep)
- The Awful Tooth
- X-10 agente segreto (Hide And Shriek)

- The Little Ranger
- Party Fever
- La lampada di Aladino (Aladdin's Lantern)
- Men In Fright
- Football Romero
- Practical Jokers

### 1939
- Alfalfa's Aunt
- Tiny Troubles
- Duel Personalities
- Clown Princes
- Cousin Wilbur
- Joy Scouts
- Dog Danze
- Auto Antics
- Captain Spanky's Show Boat
- Dad For A Day
- Time Out For Lessons

### 1940
- Il sosia di Alfa-Alfa (Alfalfa's Double)
- Bubbling Troubles
- The Big Premiere
- All About Hash
- The New Pupil, regia di Edward L. Cahn (1940)
- Goin' Fishin'
- Good Bad Boys
- Waldo's Last Stand
- Kiddie Cure

### 1941
- Fightin' Fools
- Baby Blues
- Ye Olde Minstrels
- Come Back, Miss Pipps
- 1-2-3 Go!
- Robot Wrecks
- Helping Hands
- Wedding Worries

### 1942
- Melodies Old and New
- Going to Press
- Don't Lie
- Surprised Parties
- Doin' Their Bit
- Rover's Big Chance
- Might Lak a Goat
- Unexpected Riches

### 1943
- Benjamin Franklin, Jr.
- Family Troubles
- Election Danze
- Calling All Kids
- Farm Hands
- Little Miss Pinkerton
- Three Smart Guys

### 1944
- Radio Bugs
- Dancing Romero
- Tale of a Dog